# Gabarra del Athletic
La gabarra del Athletic (en euskera: Athletic-en gabarra) es la gabarra que utiliza desde 1983 el equipo de fútbol español Athletic Club para celebrar sus títulos navegando por la ría de Bilbao. Actualmente se conserva en el Museo Marítimo de Bilbao.

## Fabricación
La gabarra fue construida en Erandio por la empresa Astilleros Celaya en 1960, un tipo de embarcación muy utilizada en la ría de Bilbao. La industrialización requería de este tipo de barcos cargados pesadamente para trasladar la producción de un lado a otro. Y, técnicamente, no se trata de una gabarra, sino de un pontón, una embarcación plana sin propulsión, de las que se utilizan en el transporte portuario.
Tiene 18,5 metros de largo y 8,5 metros de ancho. Su calado es de 1,14 metros.

## Historia

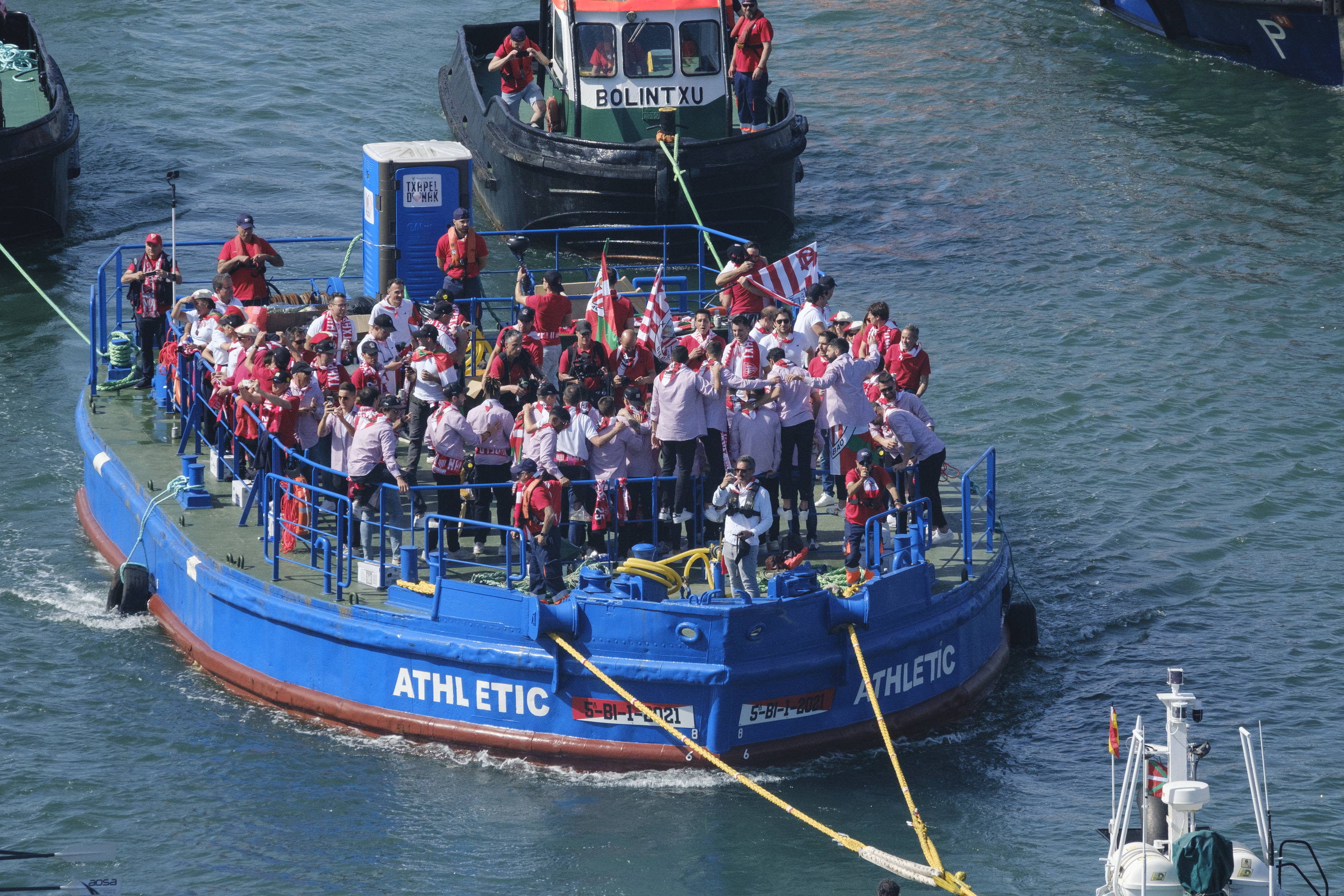
Jugadores del Athletic subidos a la gabarra durante la celebración del título de Copa de 2024.

En la temporada 1982-83 de la Primera División de España, cuando se disputaba el último partido, el Athletic era segundo de la Liga, tras el Real Madrid. Sin embargo, el conjunto de Javier Clemente venció a la Unión Deportiva Las Palmas por 5-1 y el Real Madrid perdió por 1-0 ante el Valencia Club de Fútbol. De esta forma, el Athletic ganó inesperadamente aquel título de Liga.
Como novedad, pues antiguamente la celebración de los títulos siempre se había realizado con un paseo en camión por la ciudad de Bilbao, la dirección del club rojiblanco organizó una celebración que consistió en un paseo en gabarra por la ría del Nervión, partiendo desde el municipio de Guecho hasta Bilbao, el martes 3 de mayo de 1983. Aunque improvisado, el evento tuvo un gran éxito: según la prensa de la época había un millón de personas festejando en la ruta.
No fue, sin embargo, el primer equipo de la historia que cruzó la ría en gabarra: en 1924 el club Acero de Olabeaga (un barrio de Bilbao) se proclamó campeón de la Serie B, y tomó el tren de Orduña a Bilbao, recibiendo los aplausos de la afición en cada parada. El armador Manu Sota, en Bilbao, los metió en una barcaza iluminada con cohetes y los llevó desde Villaro hasta el barrio bilbaíno de Olabeaga. La famosa canción hace referencia a este grupo:

"Por el río Nervión una barcaza
con once jugadores del club Atxuri
rumbala, rumbala, rumba, la rumba del cañón".

Cecilio Gerrikabeitia, miembro de la directiva del Athletic y presidente de la Asociación Coral de Bilbao, se acordó de aquella canción, y consiguió con Fernando Otxoa, el gerente, nombrar a la "Barcaza número 1" como "Athletic". El grupo embarcó en Areeta, Club Marítimo del Abra y junto a otros muchos barcos pusieron rumbo a Bilbao. Curiosamente, el jugador Agustín Guisasola cayó al agua y tuvo que ser rescatado. En 1984, el Athletic ganó el doblete de Liga y Copa y volvió a salir a celebrarlo en la gabarra sobre la ría.
Después de muchos años sin uso, la Autoridad Portuaria de Bilbao reparó la barcaza en 2013 y la conservó en el Museo Marítimo de Bilbao. La probaron para ver si flotaba en 2021, para que estuviera lista si fuera necesario volver a sacarla.
Unos años después, el Athletic se proclamó campeón de la Copa del Rey 2023-24 y el club llegó a un acuerdo con la autoridad portuaria de Bilbao para sacar la gabarra el jueves 11 de abril; aunque la idea era sacarla el lunes o el martes, se tuvo que posponer hasta el jueves a causa de las mareas vivas en la ría.